# Arak (Nabije Oosten)

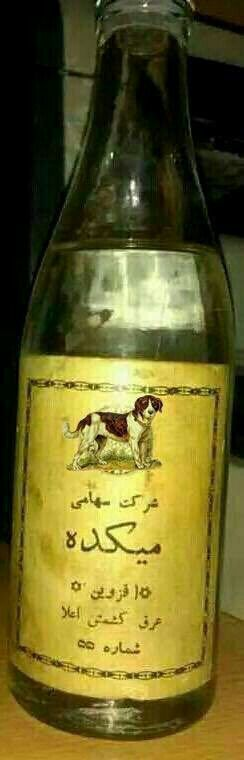
Perzisch traditionele arak

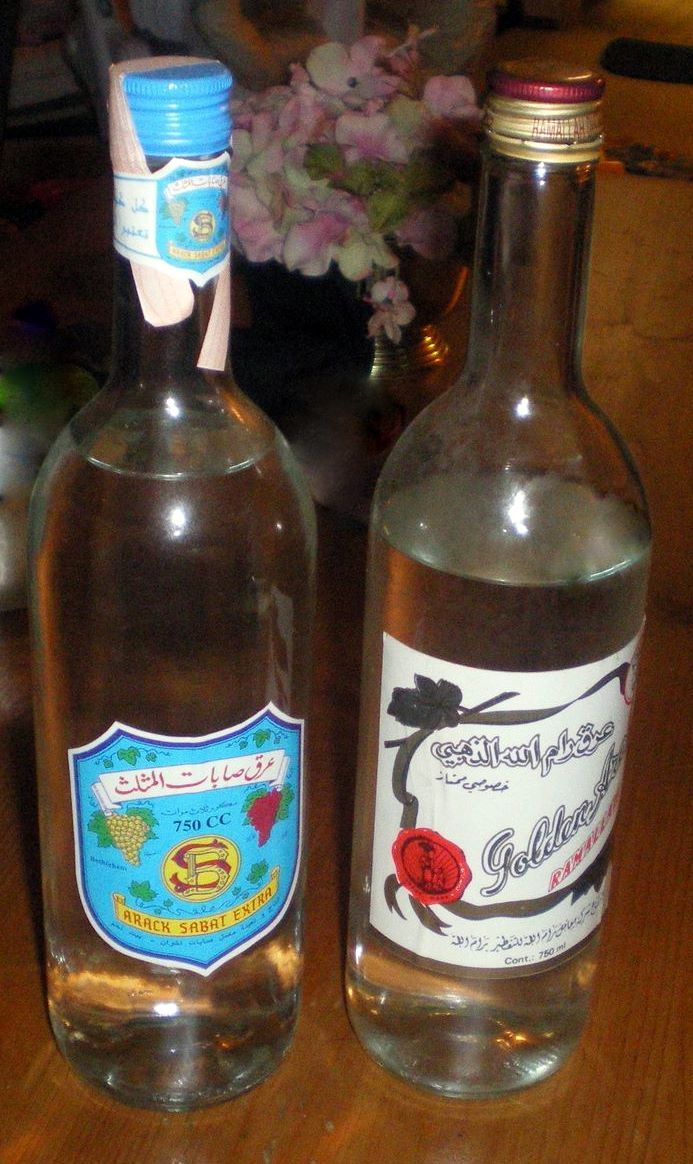
Anijslikeur

Arak of araq (Arabisch: عرق, oghi in het Armeens) is een heldere, kleurloze, ongezoete, gedistilleerde alcoholische drank met een anijssmaak. Arak wordt geproduceerd in het Nabije Oosten, en wel in de landen Iran, Syrië, Libanon, Jordanië, Palestina en Israël. Arak moet niet verward worden met de gelijknamige drank arak uit Indonesië.

## Zie ook

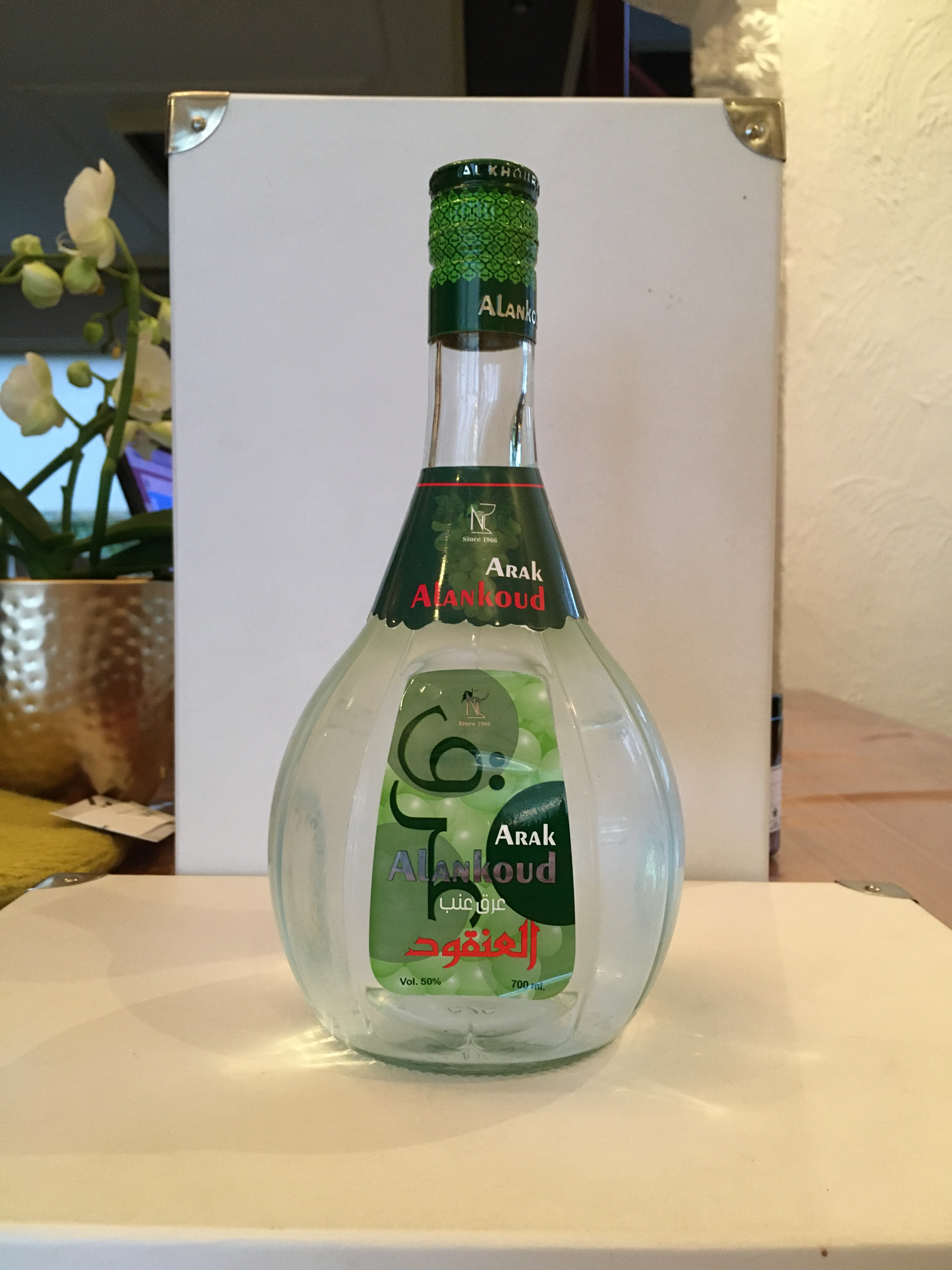
Anijslikeur uit Syrië